# Vall de Boí
Vall de Boí (phát âm tiếng Catalunya: [ˈbaʎ də βuˈi]) là một thung lũng hẹp, dốc và một đô thị nhỏ trong tỉnh Lleida, thuộc cộng đồng tự trị Catalonia, phía bắc Tây Ban Nha. Nó thuộc comarca (hạt) Alta Ribagorça, nằm trên các cạnh của dãy núi Pyrénées. Đây là đô thị lớn nhất của khu vực, với thị trấn chính là Barruera.
Thung lũng được biết đến với chín nhà thờ La Mã cổ đại, là nơi tập trung công trình kiến trúc La Mã dày đặc nhất châu Âu đã được UNESCO công nhận là Di sản thế giới vào ngày 30 Tháng 11 năm 2000.

## Hành chính
Vall de Boí có hành chính như sau:
- Barruera, 219 làng
- Boí, 221 làng
- Les Cabanasses, 6 làng
- Caldes de Boí, 5 làng
- Cardet, 12 làng
- Cóll, 37 làng
- Durro, 110 làng
- Erill la Vall, 98 làng
- Pla de l'Ermita, 133 làng
- Saraís, 8 làng
- Taüll, 273 làng
- Other, 7 làng